# Sugito (Saitama)
Sugito (jap. 杉戸町, -machi) ist eine Stadt auf der japanischen Hauptinsel Honshū im Landkreis Kitakatsushika in der Präfektur Saitama.

## Geographie
Sugito liegt südlich von Satte und nördlich von Kasukabe.

## Verkehr
- Zug:
  - Tōbu Nikkō-Linie, nach Nikkō und Asakusa

## Angrenzende Städte und Gemeinden
- Kasukabe
- Kuki
- Satte
- Noda
- Miyashiro